# Ruatoria
Ruatoria ist ein Dorf im Gisborne District auf der Nordinsel von Neuseeland.

## Namensherkunft
In der Sprache der Māori bedeutet „ruatoria“ so viel wie „Vorratslager für Kumaras“ (Süßkartoffeln).

## Geographie
Das Dorf befindet sich rund 90 km nordnordöstlich von Gisborne und rund 30 km südwestlich des East Cape im Tal des Waiapu River. Das Dorf ist vom New Zealand State Highway 35 aus zu erreichen, von dem rund 1,5 km südwestlich von Ruatoria eine Landstraße zu dem Dorf abzweigt.

## Geschichte
Seit 1925 begann Ruatoria den Ort Tuparoa als wichtigstes urbanes Zentrum der East Coast zu verdrängen. Ursache dafür war die gute Verkehrsanbindung von Ruatoria durch den State Highway 35, der damals als Hauptstraße mitten durch den Ort führte. Tuparoa hingegen besaß weder durchgängig befahrbare Straßen noch einen bei jedem Wetter nutzbaren Hafen.

## Bevölkerung
Zum Zensus des Jahres 2013 zählte der Ort 750 Einwohner, 0,4 % weniger als zur Volkszählung im Jahr 2006.

## Wirtschaft
Zu den wichtigsten Einkommensquellen des Dorfes zählen die Land- und die Forstwirtschaft. Versuche der Erdöl-Förderung in den 1920er Jahren erwiesen sich als unwirtschaftlich.

## Sport
Ruatoria ist Heimat der örtlichen Rugby-Mannschaft East Coast Rugby Football Union.

## Ruatoria in der Kultur der Māori
Die Bezeichnung der Māori für das Dorf lautet Te-rua-a-Torea. Auf das Dorf bezieht sich ein Spruch des lokalen Iwi, Ngāti Porou:
Ko Hikurangi te Maunga,
 Ko Waiapu te Awa,
 Ko Ngati Porou te Iwi.
Hikurangi ist der Berg,

Waiapu ist der Fluss,

Ngati Porou ist der Iwi.

## Persönlichkeiten
- Moana-Nui-a-Kiwa Ngarimu, wurde in Ruatoria geboren und war der erste Māori, der das Victoria Cross erhielt.[4]